# Französische Rugby-Union-Meisterschaft 1892
Die erste französische Rugby-Union-Meisterschaft wurde am 20. März 1892 von der Union des sociétés françaises de sports athlétiques organisiert. Es waren nur die Mannschaften Racing Club de France und Stade Français aus Paris beteiligt, die ein einziges Spiel austrugen. Schiedsrichter war Baron Pierre de Coubertin, der zwei Jahre später das IOC gründete.

## Finale
| 20. März 1892 | Racing Club de France                                                | 4 : 3 | Stade Français                     | Parc de Bagatelle, Paris Zuschauer: 2000 Schiedsrichter: Pierre de Coubertin |
| 20. März 1892 | Versuche: de Pallissaux Erhöhungen: G. de Candamo Dropgoals: Reichel | (0:3) | Versuche: Dedet Erhöhungen: Dobrée | Parc de Bagatelle, Paris Zuschauer: 2000 Schiedsrichter: Pierre de Coubertin |

Aufstellungen
Racing Club de France: Paul Blanchet, René Cavally, Carlos de Candamo, Gaspar de Candamo, C. d’Este, Adolphe de Pallissaux, Georges Duchamps, Henri Moitessier, L. Pujol, Maurice Ravidat, Frantz Reichel, Alexandre Sienkiewicz, Charles Thorndike, James Thorndike, Ferdinand Wiet
Stade Français: Henri Amand, Édouard Bourcier Saint-Chaffray, W. Braddon, Louis Dedet, Paul Dedet, Albert de JoannisPierre de Pourtalès, Pierre Dobrée, Frédéric Frank-Puaux, Pierre Garcet de Vauresmont, Félix Herbet, Courtney Heywood, Munier, Adrien Pauly, L. Venot